# Монастир Воротнаванк
Монастир Воротнаванк — пам'ятка культури у Вірменії. Розташований на пагорбі за 4 км на схід від Агіта, реконструйований, хо і не до кінця, наприкінці XX ст.

## Історія

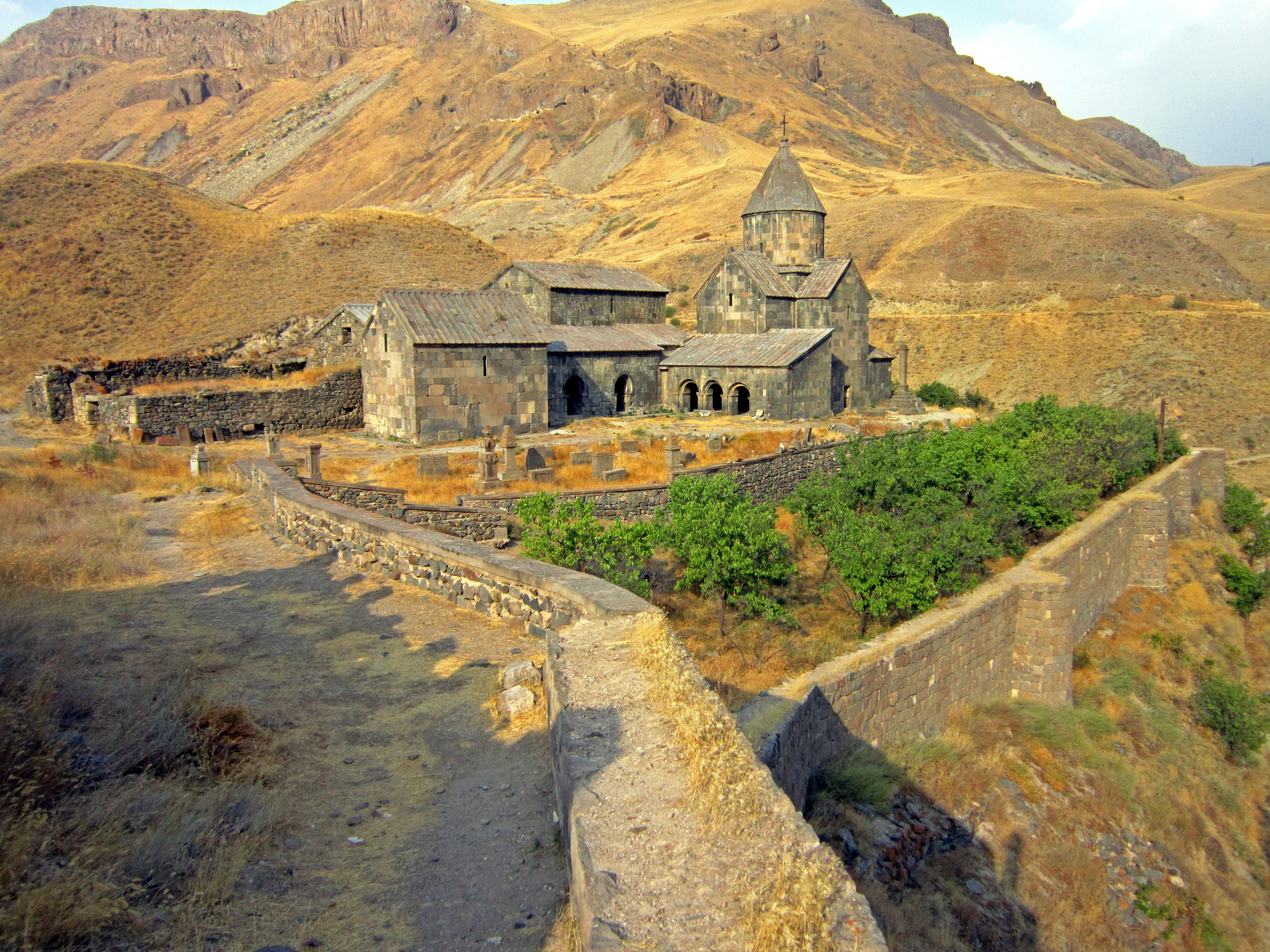
Монастир Воротнаванк

Найдавніша будівля комплексу, церква Сурб Степанос, датується 1000 р.
У 1007 р. на південний схід від неї була побудована церква Сурб Карапет, яка сильно постраждала від землетрусу 1931 р. Ще відносно недавно вона стояла напівзруйнованою, являючи собою яскравий приклад геніальності вірменських будівничих. Ось як руїни храму описані в путівнику за редакцією К. С. Худавердяна, випущеному в Єревані в 1990 р.: «З яким справді інженерним чуттям і знанням властивостей каменю і розчинів потрібно було сконструювати і звести цю споруду, щоб самотній кут стіни після руйнування майже всієї системи продовжував нести на собі рештки двосклепінного перекриття».
До обох храмів прибудовано галереї, які служили фамільним склепом місцевого княжого роду. Монастирський комплекс обнесений стіною, з якої відкривається чудовий вид на долину Воротану. В межах стіни знаходиться також кладовище з цікавими надгробками і обелісками. Дещо на схід Воротнованка розташовані руїни фортеці V ст. Воротнаберд.
Ще далі через Воротан перекинуто однопрогінний міст, побудований Меліком Тангі в 1853 р. Поряд з мостом — термальне джерело (37 °С). Від Воротнаванка можна поїхати на схід з тим, щоб через Чортів міст потрапити в Татев, або піднятися в гори до старовинного села Лор. Тут — хачкар XII ст. і кілька церков, найцікавіша з яких розташована в центрі села. Це базиліка, побудована місцевими жителями на свої кошти в 1666 р. З Лора влітку через відріг Баргушанського хребта можна проїхати до Татева.
Кілька років тому в Воротнаванкі було розпочато реставраційні роботи, які з незрозумілих причин були припинені, а всі технічні засоби в буквальному сенсі кинуті біля комплексу. Так, стародавній монастир сьогодні оточують заіржавілі від дощів відра, міні-крани і контейнери для будівельного сміття. Під час реставраційних робіт покрівля церкви Сурб Степанос була закладена наполовину, внаслідок чого під час дощу з другої половини святиня повністю заливається водою.
На стіні все ще висить табличка про те, що Воротнаванк охороняється радянською державою.

## Ресурси Інтернету
- Монастырь Воротнаванк. www.abp.am. Архів оригіналу за 22 грудня 2017. Процитовано 20 грудня 2017. (рос.)
- Воротнаванк. goristour.com (рос.). Архів оригіналу за 3 січня 2013.